# Gallo Claudio
El Gallo Claudio (Foghorn Leghorn en su versión original) es un gallo animado que aparece en muchas caricaturas de Warner Brothers como Looney Tunes y Fantasías animadas de ayer y hoy. Fue creado por Robert McKimson y Warren Foster y protagonizó 28 cortos animados de 1946 a 1956. El total de dichas animaciones fue dirigido por McKimson.

## Inspiración
El personaje del Gallo Claudio está directamente inspirado en el personaje del senador Claghorn, un político del sur de Estados Unidos interpretado por el comediante Kenny Delmar, y que aparecía con frecuencia en el Show de Fred Allen, un popular programa de radio de la década de 1940. Claudio utilizaba muchas frases de Claghorn, como "Es una broma, digo, es una broma, hijo''. Delmar había basado su personaje en un ranchero de Texas que hablaba de esa manera. Leghorn es una raza de pollo proveniente de la región Toscana, de Italia; y foghorn (lit. esp.: "sirena de niebla") describe la voz fuerte y dominante del personaje.
De acuerdo al crítico e historiador estadounidense Leonard Maltin, la voz del personaje también fue inspirada en un personaje con problemas de audición del programa de radio Blue Monday Jamboree, de la década de 1930, conocido simplemente como El Sheriff. La voz guarda cierta similitud con otro personaje de Mel Blanc: Yosemite Sam (personaje de Friz Freleng); y es todavía más parecido en una versión primigenia de Sam en la serie animada Stage Door Cartoon. Suele enfrentarse al Perro George, Quique Gavilan, el gato Silvestre y el Pato Lucas.

## Biografía
Claudio es representado como un gallo blanco adulto antropomórfico, de estatura alta, con un acento estereotipado del sur de Estados Unidos, con una forma de hablar estilo "Good ol' boy", y una inclinación por las travesuras. La primera mitad de su nombre es una mofa hacia él mismo por ser escandaloso y detestable, mientras que la segunda parte se refiere a la raza de pollo leghorn. Su primera aparición fue en 1946 en una película de Quique Gavilán titulado Walky Talky Hawky. Todas las animaciones del Gallo Claudio fueron dirigidas por Robert McKimson, y compite junto al el Demonio de Tazmania como el personaje más popular asociado con el director.
Muchas de las bromas involucran a Claudio y a su enemigo canino (conocido formalmente como El Perro del Corral (The Barnyard Dawg), aunque en los primeros bocetos del modelo se le llama el perro George). Contrario a otras rivalidades en los Looney Tunes —a excepción de la serie de Wile E. Coyote y el Correcaminos— puede ser tanto el Gallo Claudio como el perro quien haga la primera agresión.
Claudio es acompañado en algunos episodios por una comadreja llamada 'Bill', quien en un inicio intenta comerse al gallo, pero terminan uniéndose para molestar al perro George.
Otros temas recurrentes a través de la serie animada incluyen los intentos del pequeño Quique Gavilán de atrapar y comerse a Claudio; y los esfuerzos del gallo para cortejar a la gallina Miss Prissy, a menudo cuidando a su hijo aficionado a la lectura, Cabeza de Huevo Jr..
En la versión original, la voz de Claudio fue creada por el actor de voz Mel Blanc.